# Mazda MX-5 MPS

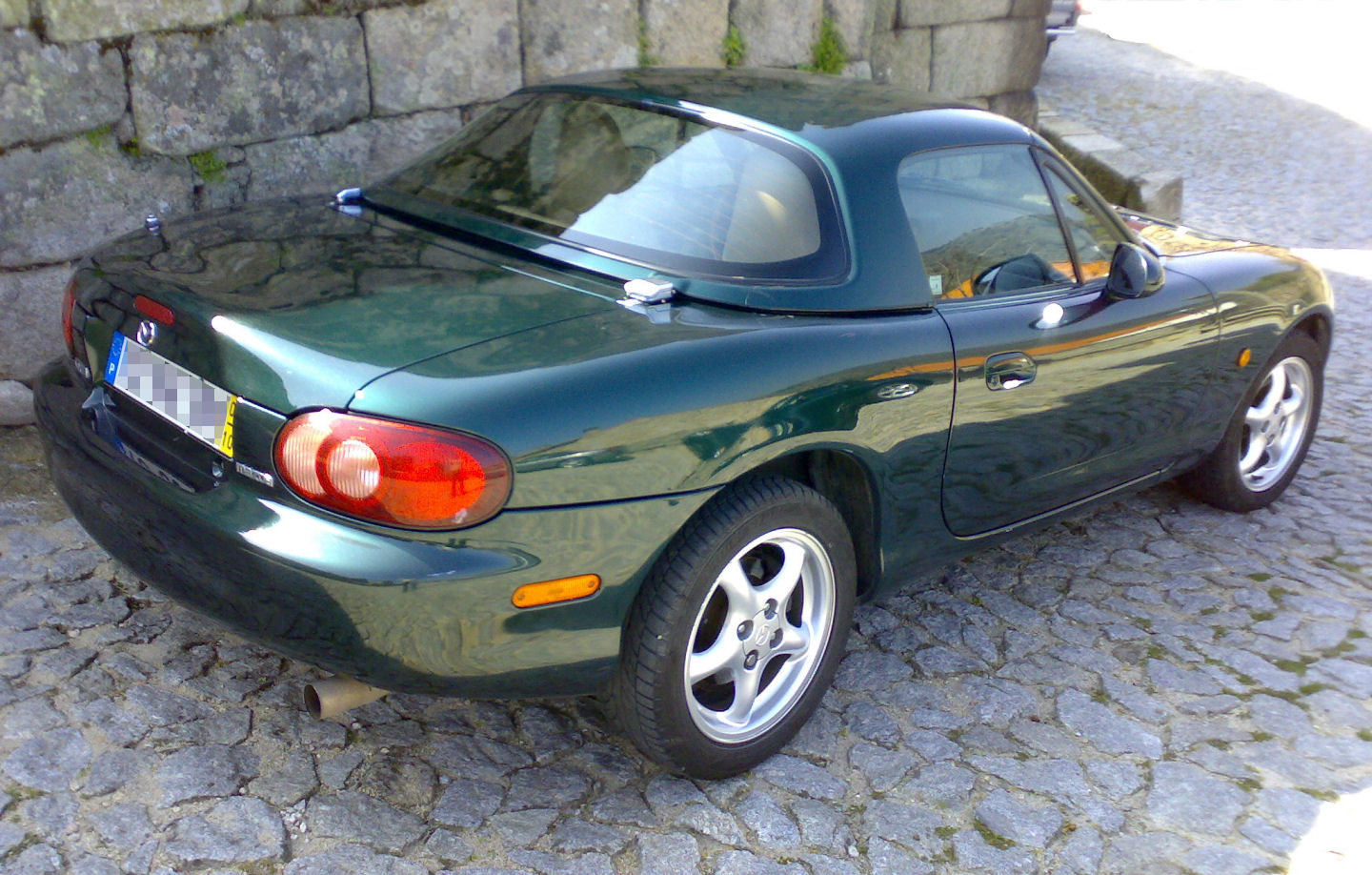
La Mazda MX-5 (NB) de série munie d'un hardtop.

La Mazda MX-5 MPS est un concept car du constructeur automobile japonais Mazda, présenté au salon de Francfort 2001.
Il s'agit d'une variante sportive du cabriolet MX-5 Miata (NB) de seconde génération, elle adopte le toit en dur amovible dit hardtop disponible en option sur le cabriolet de série. Elle présente de nouveaux blocs optiques, des jantes de 17 pouces spécifiques ainsi qu'un échappement central.
Elle est préparée par le département compétition de Mazda : Mazdaspeed, son nom MPS signifie Mazda Performance Series, elle est motorisée par un quatre cylindres essence de 1,9 L de 200 ch.